# サン・トロペ (ピンク・フロイドの曲)
「サン・トロペ」（英語: San Tropez）は、1971年に発表されたピンク・フロイドの楽曲。アルバム『おせっかい』に収録されている。

## 作詞
おせっかいの他の曲とは異なり、サン・トロペは共同で作曲されたのではなく、ウォーターズが自分で作曲し、すでに完成したものをスタジオに持ち込んだ。おせっかいの中でギルモアが共作していない唯一の曲である。この曲は南フランスのヴァール県のコミューンでフレンチ・リビエラにあるサントロペという場所について歌ったもので、この曲はサントロペでの1日がどのようなものかという理想的なビジョンを反映している。

## パーソナル
- ロジャー・ウォーターズ - Guitar, Bass and Vocals, Lyric, Music
- デヴィッド・ギルモア - Guitar
- リック・ライト - Piano
- ニック・メイスン - Drums and Percussion